# اودای چوپرا
اودای چوپرا (انگلیسی: Uday Chopra؛ زادهٔ ۵ ژانویهٔ ۱۹۷۳) هنرپیشه، فیلمنامه‌نویس و تهیه‌کننده اهل کشور هند است. وی از سال ۱۹۹۲ میلادی تاکنون مشغول فعالیت بوده‌است.

## قسمتی از فیلمشناسی
از فیلم‌هایی که وی در آن نقش داشته‌است می‌توان به موج، موج ۲، محبت‌ها، با من دوست میشی؟، موج ۳، عروسی دوستم است، حشیش ،عشق غیرممکن، قتل قراردادی و نیل و نیکی اشاره کرد.